# Mildred Gillars

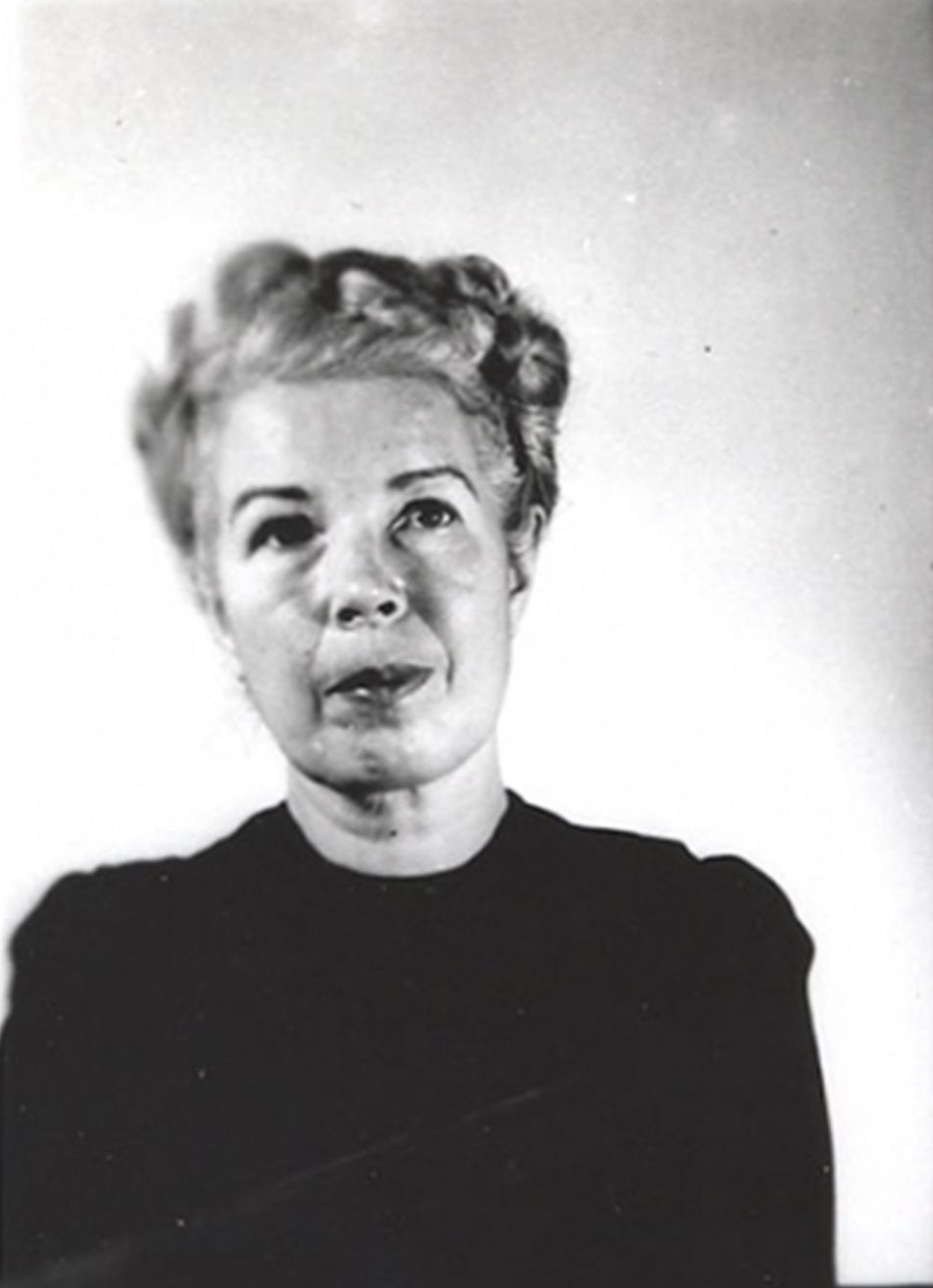
Mildred Gillars (1949)

Mildred Elizabeth Sisk Gillars (* 29. November 1900 in Portland, Maine; † 25. Juni 1988 in Columbus, Ohio), von den Alliierten auch „Axis Sally“ genannt, war eine US-amerikanische Radiomoderatorin während des Zweiten Weltkrieges, die im Auftrag des Reichssender Berlin in deutschen Propagandasendungen mitwirkte.

## Leben
Sie wurde als Mildred Elizabeth Sisk geboren, nahm aber den Namen Mildred Gillars bereits als Kind aufgrund der erneuten Heirat der Mutter an. An der methodistischen Ohio Wesleyan University studierte sie Theaterwissenschaft, brach jedoch 1922 in der Hoffnung auf eine Schauspielkarriere ab. Zusammen mit ihrer Mutter zog sie 1929 nach Europa, studierte ein halbes Jahr in Frankreich und kehrte später in die Vereinigten Staaten zurück.
Nach Tätigkeiten bei Börsenmaklern, Musicals und Comedygruppen zog sie 1933 wieder nach Frankreich, wo sie einige Zeit als Verkäuferin und Kindermädchen arbeitete. 1935 reiste Mildred Gillars nach Deutschland und arbeitete als Englischlehrerin an der Berlitz-Sprachschule in Berlin. Die Stelle war nicht besonders gut bezahlt, weshalb sie bald eine Position als Ansagerin und Schauspielerin beim Großdeutschen Rundfunk, Radio Berlin, annahm. Hier arbeitete sie bis zum Fall des nationalsozialistischen Regimes.

### Propagandatätigkeit
Bei den alliierten Truppen kam ihre heißblütige Stimme gut an. Sie wurde Propagandistin und arbeitete unter dem Pseudonym ihrer gleichnamigen Radiosendung Midge at the mike (deutsch: Midge (Eine Koseform von Margaret) am Mikro). Gegen Widerstände im Propagandaministerium setzte Otto Koischwitz sie als Mitarbeiterin durch. Sie sprach seinen weiblichen Counterpart in der Serie „The Home Sweet Home Hour“, die über Tunis für die Alliierten während des Afrikafeldzuges gesendet wurde und in ganz Europa, Nordafrika und den Vereinigten Staaten über Kurzwelle zu hören war.
In ihrem bekanntesten Radio-Feature unter dem Titel Vision of Invasion spielte sie am 11. Mai 1944, kurz vor der geplanten Invasion der Alliierten in der Normandie, eine amerikanische Mutter, die ihren Sohn im Ärmelkanal verloren hatte. Eine Ansagerstimme ergänzte mit den Worten: The D of D-Day stands for doom… disaster… death… defeat… Dunkerque or Dieppe.
Mildred Gillars besuchte gefangene und verletzte GIs in deutschen Lazaretten in Frankreich. Dazu verkleidete sie sich als Krankenschwester des Roten Kreuzes und sandte die aufgenommenen Grüße in die amerikanische Heimat. Ein späterer Prozesszeuge erinnerte sich, sie dabei in Begleitung zweier deutscher Offiziere gesehen zu haben. Die Interviews wurden von ihr mit zynischen Kommentaren versehen und dann in der Propagandasendung Home Sweet Home verwendet. Meist wurde das Programm von Berlin gesendet, aber auch Sender in Chartres, Paris und Hilversum strahlten die Sendung aus.

### Nachkriegszeit
Nach Kriegsende wurde Mildred Gillars nicht sofort interniert. Sie gehörte zu den Nichtdeutschen, die von den Alliierten unter anderem mit Lebensmitteln und Medikamenten versorgt wurden. Nach dreiwöchigem Krankenhausaufenthalt kam sie in ein Internierungslager und wurde Weihnachten 1946 mit einem Ausweis für die französische Zone in Berlin entlassen. Als sie nach Frankfurt fuhr, um ihren Ausweis verlängern zu lassen, wurde sie verhaftet und 1948 in die Vereinigten Staaten ausgeflogen.
Ohne Recht auf Kaution inhaftiert, wurde sie in zehn Punkten des Hochverrats beschuldigt, obwohl sie letztlich in nur acht Punkten angeklagt wurde. Der Prozess begann am 25. Januar 1949 in Washington DC.
Die Ankläger warfen ihr vor, als US-Amerikanerin einen Treueeid auf eine fremde Macht geschworen und sich einer falschen Identität als Angehörige des Roten Kreuzes bedient zu haben, um Soldaten zu befragen und die Informationen zu Propagandazwecken zu benutzen.
Ihre Anwälte argumentierten, dass ihre Radiosendungen zwar eine unpopuläre Meinung wiedergaben, diese aber nicht das Niveau eines Landesverrats erreichten. Weiter hätte sie unter dem Einfluss von Max Otto Koischwitz gehandelt, mit dem sie eine Beziehung unterhalten habe.
Der sechswöchige, sensationelle Prozess endete am 26. März 1949. Nach den Zeugenaussagen benötigten die Geschworenen am Ende der Verhandlung viele Stunden, um zu einer Entscheidung zu gelangen. Mildred Gillars wurde in einem von acht Anklagepunkten für schuldig befunden und für das Feature „Vision of Invasion“ zu 10 bis 30 Jahren Gefängnis sowie einer Geldstrafe von $ 10.000 verurteilt. Die erste Anhörung zur Haftaussetzung sollte 10 Jahre später stattfinden.

### Entlassung
Mildred Gillars verbüßte ihre Strafe im Frauengefängnis von Alderson in West Virginia. Eine berühmte andere Insassin wegen Landesverrats war Iva Ikuko Toguri D’Aquino, die unter dem GI-Pseudonym „Tokyo Rose“ bekannt geworden war und 1956 entlassen wurde. 1959 verzichtete Mildred Gillars auf ihr Recht auf bedingten Straferlass und zog das Gefängnisleben vor, da sie sich als Außenseiterin sah und den Spott ihrer Landsleute über die Verräterin fürchtete. Zwei Jahre später wurde sie dann auf eigenen Antrag begnadigt und verließ das Gefängnis mit 60 Jahren.
Mildred Gillars unterrichtete danach Mädchen an einer römisch-katholischen Schule in Columbus, Ohio. Sie kehrte 1973 zur methodistischen Ohio Wesleyan University zurück und holte ihren Bachelor in Sprachen nach. Danach lebte sie wieder in Columbus und unterrichtete Sprachen an der St. Joseph Academy.
Sie starb am 25. Juni 1988 in Columbus, Franklin County, Ohio und wurde auf dem Saint Joseph Cemetery begraben. Ihr Grab ist nicht gekennzeichnet.